# 婦中町
婦中町（ふちゅうまち）は、かつて富山県婦負郡にあった町。現在は富山市の一部である。
財政は比較的健全であり、富山市などとの合併の是非を問う住民投票では、唯一、反対が多かった町でもある。近年は富山市のベッドタウンとして発展している。「平成の大合併」により、2005年（平成17年）4月1日に富山市・八尾町・大沢野町・大山町・山田村・細入村の富山地域7市町村と合併した。

## 地理
- 河川: 神通川、井田川

### 隣接していた自治体
- 富山市、砺波市、八尾町、小杉町、山田村

大沢野町とも近接している。

## 歴史
- 昭和時代にイタイイタイ病が発生した地域である。

### 沿革
- 1889年（明治22年）4月1日 - 町村制の施行により、婦負郡速星村、鵜坂村、朝日村、熊野村、宮川村、千里村、富川村、古里村及び音川村が発足する。
- 1942年（昭和17年）6月1日 - 婦負郡速星村及び鵜坂村が合併して、婦負郡婦中町が発足する[1]。この時点での人口は4,538人、面積は11.35m2[2]。
- 1942年（昭和17年）6月20日 - 婦負郡千里村及び富川村が合併して、婦負郡神保村が発足する。
- 1955年（昭和30年）1月1日 - 婦負郡婦中町、朝日村、熊野村及び宮川村が合併して、婦負郡婦中町が発足する。
- 1959年（昭和34年）1月1日 - 婦負郡婦中町が婦負郡神保村、古里村及び音川村を編入する。
- 2005年（平成17年）4月1日 - 富山市並びに上新川郡大山町、大沢野町、婦負郡婦中町、八尾町、山田村及び細入村が合併して、富山市が発足する。

## 行政

### 歴代婦中町長（1942年ー1955年）
- 初代 浅野武雄(昭和17年6月1日₋同7月20日)
- 2代 竹内拙堂(昭和17年7月21日₋昭和21年7月20日)
- 3代 増田清太郎(昭和21年8月7日₋同12月12日)
- 職務代理 河上喜一(昭和21年12月13日₋昭和22年4月6日)
- 4代 浅野長隆(昭和22年4月7日₋昭和26年4月6日)
- 5代 浅野長隆(昭和26年4月7日₋昭和29年12月31日)

### 歴代婦中町長（1955年ー2005年）
- 初代 浅野長隆(昭和30年1月1日₋同2月9日)[3]
- 2代 浅野長隆(昭和30年2月10日₋昭和34年2月9日)[3]
- 3代 井上幸夫(昭和34年2月10日₋昭和38年2月9日)[3]
- 4代 井上幸夫(昭和38年2月10日[3]₋昭和42年2月9日)
- 5代 若林芳雄(昭和42年2月10日₋昭和46年2月9日)
- 6代 八尾高重(昭和46年2月10日₋昭和50年2月9日)
- 7代 八尾高重(昭和50年2月10日₋昭和54年2月9日)
- 8代 八尾高重(昭和54年2月10日₋昭和58年2月9日)
- 9代 八尾高重(昭和58年2月10日₋昭和62年2月9日)
- 10代 大澤輝男(昭和62年2月10日₋平成3年2月9日)
- 11代 森野義博(平成3年2月10日₋平成7年2月9日)
- 12代 森野義博(平成7年2月10日₋平成11年2月9日)
- 13代 森野義博(平成11年2月10日₋平成15年2月9日)[4]
- 14代 大島外夫（平成15年2月10日 - 平成17年2月9日）
- 15代 大島外夫(平成17年2月10日₋同3月31日)

### 産業
- 三菱ふそうバス製造
- 日産化学工業富山工場
- 富山イノベーションパーク

## 教育

### 小学校
- 婦中町立速星小学校
- 婦中町立鵜坂小学校
- 婦中町立朝日小学校
- 婦中町立宮野小学校
- 婦中町立古里小学校
- 婦中町立神保小学校
- 婦中町立音川小学校

### 中学校
- 婦中町立速星中学校
- 婦中町立城山中学校

### 高校
- 富山県立富山西高等学校

### 特別支援学校
- 富山県立ふるさと支援学校
- 富山県立しらとり支援学校

## 交通
旧婦中町内に空港はない。最寄りの空港は富山空港。

### 鉄道
- 西日本旅客鉄道（JR西日本）
  - 高山本線：千里駅 - 速星駅

現在は婦中鵜坂駅が旧町域に設置されているが、当時は未開業。

### 道路
旧婦中町内には高速道路のインターチェンジはない。最寄りのインターチェンジは北陸自動車道の富山西インターチェンジや富山インターチェンジ。

#### 一般国道
- 国道359号
- 国道472号

## 娯楽
- 速星劇場 - 映画館（〜1960年代）[5]。
- フューチャーシティ・ファボーレ（2000年〜） - 別名ファボーレ富山。映画館TOHOシネマズファボーレ富山がある。

## 名所・旧跡・観光スポット・祭事・催事

婦中町観光案内マップ、2008年撮影。

- 曲水の宴（4月第3日曜日）
- 熊野神社の稚児舞（8月25日）
- 安田城跡
- 鵜坂神社
- 王塚古墳
- 富山県中央植物園
- 音川温泉
- 富崎城

## 出身者
- 中井りか - アイドル（NGT48）